# 泸州银行
泸州银行股份有限公司（英語：Luzhou Bank Co., Ltd.；港交所：1983），简称泸州银行，成立于1997年9月15日，是一家总部位于四川省泸州市的城市商业银行，下设成都分行和八家一级支行。2018年12月17日，泸州银行在香港联交所首次公开发行股票。